# Associació Salt de Romaboira
L'Associació Salt de Romaboira va ser un grup cultural juvenil de Palafrugell. Va desenvolupar iniciatives relacionades amb el món de la cultura des de l'àmbit local. Tenia com a objectiu fomentar, difondre i aprofundir en tots els aspectes de la cultura vista des de l'àmbit local. Realitzava diferents activitats: editava una revista cultural, organitzava concerts, exposicions, conferències... Aquesta entitat es va dissoldre formalment l'any 1998, tres anys després de la seva creació; tot i això membres de l'associació van crear la revista Es Pop i van organitzar l'homenatge a Dani Castell anys més tard.